# Morgause
En la leyenda artúrica, Morgause o Margawse (también conocida como Norcadet, Sangive, Morcadés, Bellicent, Anna o Anna-Morgawse) es media hermana del rey Arturo y reina de Orkney. 
Según las versiones más famosas (La muerte de Arturo y el Ciclo Lanzarote-Grial), Morgause era hija de Gorlois, Duque de Cornualles, y Lady Igraine. Sus hermanas eran Morgana y Elaine. Morgause se casó con el rey Lot de Lothian, enemigo de Arturo durante las rebeliones que tuvieron lugar tras su coronación.

## Primeras apariciones
En el Mabinogion y otros escritos galeses, Arturo tiene una hermana llamada Gwyar, que, al igual que él, es hija de Uther Pendragon y Eigyr/Igraine. Gwyar está casada con un rey llamado Lleu y es madre del héroe Gwalchmai/Gawain y del traidor Medrawt/Mordred. 
En la Historia Regum Britanniae, Morgause pasa a llamarse Ana, es hija de Uther y se casa con Lot, rey de Londonesia. Arturo no tiene más hermanas que Ana, ya que aunque en Vita Merlíni (también de Monmouth) se cita al hada Morgen, esta no tiene parentesco con Arturo ni con Ana.

Regresó luego al castillo de Tintagel, lo capturó y, con él, a Igerna, que era lo que más deseaba conquistar. Desde entonces vivieron ambos juntos, unidos por un mutuo y gran amor, y tuvieron un hijo y una hija. El niño fue llamado Arturo y la niña, Ana.

Pero, dentro de su obra, Geoffrey se contradice: En un pasaje, el rey Arturo pide ayuda a Hoel, que es hijo de su hermana, pero no dice que sea de Lot:

Fue parecer común que se despacharan mensajeros al rey Hoel de Armórica, para darle noticia de las calamidades que se cernían sobre Britania. Era este Hoel hijo de la hermana de Arturo y de Budicio, Rey de los Britanos de Armórica."

Y más tarde, cuando habla de otros sobrinos de Arturo, dice que son hijos de Ana y Lot:

"En cuanto a Lot, que en tiempos de Aurelio Ambrosio había desposado a la propia hermana de Arturo y había tenido dos hijos de ella, Gawain y Mordred, lo reinstaló en el ducado de Lodonesia y territorios circundantes.

Esto puede acarrear algún que otro malentendido, y hay dos hipótesis en lo que a esta "hermana de Arturo" se refiere. La primera es que Ana y Arturo tenían una tía (hermana de Aurelio Ambrosio y Uther Pendragon) que estaba casada con Budicio, de modo que Hoel es primo de Ana y de Arturo; La otra hipótesis es que Arturo no tuvo una, sino dos hermanas, la mujer de Lot (Ana) y la que se casó con Budicio.
Morgause aparece brevemente en "El cuento del Grial" de Chrétien de Troyes. La hermana de Arturo se reencuentra con su hijo Gawain después de mucho tiempo y no lo reconoce, ni él a ella. en la obra se dice que cuando Úter murió, la reina Yguerna se retiró a un castillo muy lejano ubicado en un lugar fantástico junto con su hija, que era la esposa del rey Lot y madre de Gawain, Agravaín, Guerrehet y Gueheriet.
Otras leyendas dicen que Morgause tuvo un romance con Lot y quedó embarazada de Gawain. La princesa no quería aquel hijo y lo abandonó a la deriva en el mar. Años después, se casa con Lot y mucho después su hijo vuelve a la corte de Arturo, ya que había sobrevivido y se había criado en Roma. Esta extraña historia se recoge en el poema Rise of Sir Gawain.

## Morgause en el Ciclo Lanzarote-Grial y en Le Morte d'Arthur
A partir del ciclo Lanzarote-Grial, Morgause no es vista como la hermana de Arturo, sino como una de sus medias hermanas. Según el cuarto capítulo de Merlín en prosa, era la mayor de las dos hijas del duque Gorlois e Igraine (la otra era Morgana). El siguiente capítulo de este libro puede crear confusión, ya que asegura que Igraine tenía cinco hijas: dos de un primer marido (entre ellas estaba la esposa de Lot, es decir, Morgause) y tres que había tenido con Gorlois (la menor era Morgan Le Fay) Esto haría a Morgana medio hermana de Morgause, y no su hermana. Sin embargo, la versión más aceptada de la leyenda artúrica dice que Gorlois tuvo tres hijas con Igraine: Morgause, Elaine y Morgana. Esta versión es la que aparece en La Morte d'Arthur de Thomas Mallory.
Ambas versiones coinciden en que cuando Uther Pendragon mató al duque de Cornualles y se casó con Igraine, el gran rey se deshizo de las tres hijas de su enemigo: a Morgause la casó con Lot, Rey de Orkney y Lothian; a Elaine, con Nentres de Garlot; y a Morgana, que era poco más que una niña y no estaba en edad de casarse, la encerró en un convento en el cual aprendería mucho acerca de la magia y adquiriría poderes que llegarían a eclipsar al mago Merlín.
Muchas versiones hablan del incesto entre Arturo y su hermana, que da lugar al nacimiento de Mordred. En el ciclo Lanzarote-Grial se cuenta que, antes de sacar la espada de la piedra, Arturo (que vivía con Sir Héctor) se sintió atraído por Morgause, y por la noche, se hizo pasar por su esposo Lot para yacer con ella. Por otro lado, la obra de Mallory nos cuenta que la reina Morgause había sido enviada por su marido Lot para espiar a Arturo, que acababa de convertirse en el nuevo rey de Inglaterra. Morgause no solo obedeció a su marido, sino que sedujo a su recién descubierto hermano (que desconocía la identidad de la mujer) y se quedó embarazada. Al enterarse Arturo por Merlín, ordenó matar a todos los niños nacidos el 1 de mayo abandonándolos en un bote a la deriva, pero Mordred se salvó para, años más tarde, llegar a Camelot y convertirse en uno de los peores enemigos de su padre.
En Le Morte d'Arthur y la Post-Vulgata, su marido muere a manos del rey Pellinore en batalla, comenzando un baño de sangre entre las familias de Pellinore y Lot en el que Pellinore acaba muriendo a manos de Gawain y Gaheris. Morgause tendrá un romance con Lamorak, hijo de Pellinore y uno de los mejores caballeros de la Mesa Redonda, siendo descubiertos en la misma cama por su hijo Gaheris, que acaba matando a Morgause y dejando huir a Lamorak. Pensando que fue Lamorak el asesino de su madre, Gawain, Agravain, y Mordred se unen a Gaheris para atrapar a Lamorak y matarlo; pero finalmente descubren que el crimen fue cometido por Gaheris, y que Lamorak ha huido de la corte.

## Versiones modernas de Morgause
En las versiones modernas de la leyenda, Morgause adquiere un papel bastante malvado, pero en otras ni siquiera se la nombra, dando por supuesto que la única hermana de Arturo fue el hada Morgana. 
En Las nieblas de Avalón de Marion Zimmer Bradley, Morgause no es la hermana de Arturo y Morgana, sino su tía. Morgause había sido criada en Avalón pero Viviana, su hermana mayor y Dama del Lago, la envía con Igraine (la hermana mediana) a Cornualles. Cuando la Dama vuelve con Merlín a Tintagel y le anuncian a Igraine que debe abandonar a Gorlois y seducir a Uther, Morgause se ofrece a sustituir a su escandalizada hermana Igraine, que aunque en un principio se niega a obedecer a Merlín acabará casándose con Uther Pendragon. Años más tarde, cuando el hijo de Igraine y Uther es coronado rey, Morgause, que ha tenido cuatro hijos con su esposo Lot de Orkney, atiende a su hermana Morgana en el parto de un hijo que no tiene padre conocido. Morgause cree que el niño es de Lanzarote (primo de Arturo) y decide dejarlo morir de frío, pero, gracias a la poca magia que aprendió en Avalón, la Reina de Orkney averigua que el bebé no es hijo de Lanzarote como creía, sino de Arturo, y decide llamarlo Mordred. Morgause lo adopta y lo cría para que herede el trono de mayor. La propia Morgause lanza un conjuro sobre la reina Ginebra para que no pueda dar hijos a Arturo, y así, herede el trono o bien su pupilo Mordred, o bien su hijo Gawain.
En la trilogía de Merlín de Mary Stewart, este personaje (aquí llamada Morcadés) es la hija bastarda del rey Uther con una dama noble de la baja Britania, mientras que Arturo y Morgana son hijos del matrimonio de Igraine y Uther. Morcadés vivía con su padre en la corte, y lo atendía cuando estaba enfermo. Intentó engatusar a Merlín para que le enseñase magia, pero el mago tenía cosas mejores que hacer. Uther ofreció a la bastarda a Lot de Leonís en matrimonio, pero Lot quería a Morgana (hija del matrimonio entre Uther e Igraine), así que Morcadés permanece con su padre en la Corte. Cuando Arturo llega a la corte después de vivir con sir Héctor, Morcadés se acuesta con él para quedarse embarazada. Merlín la echa de la corte y ella viaja donde su hermana Morgana y le roba a su prometido, el rey Lot de Leonís. Al nacer Mordred, la reina Morcadés lo esconde del celoso Lot y luego le sugiere que mate a todos los niños nacidos el 1 de mayo, pero que lo haga en nombre de Arturo, para ensuciar su nombre. En esta versión, Morgause es una bruja tan poderosa como su medio hermana Morgana, y envenena a Merlín causándole la locura. La mencionada trilogía se complementa con The Wicked Day, que narra lo sucedido entre Arturo y Mordred tras la muerte de Merlín, hasta la batalla en la que padre como hijo mueren. Es el único libro de la saga que no ha sido traducido al castellano.
T. H. White puso el título La Reina del Aire y las Tinieblas ('The Queen of Air and Darkness') al segundo de los cuatro volúmenes de la saga Camelot (The Once and Future King), en referencia a Morgause. En este libro, Morgause es una bruja muy hermosa que no siente el menor cariño por sus hijos. Tiene dos hermanas, tan bellas y tan expertas en magia como lo es ella: Morgana (que aparece en La Espada y la Piedra, predecesora de esta novela) y Elaine (que es citada pero no aparece en toda la obra).  
Morgause decide vengar el ultraje cometido contra su madre por Merlín y Uther hechizando a su hermano Arturo y acostándose con él. Al nacer Mordred, Arturo manda matar a todos los nacidos ese día, pero Morgause se esconde con la ayuda de su madre y el niño crece sano y salvo. Años más tarde Lot morirá y Morgause será asesinada por uno de sus hijos cuando la encuentren haciendo el amor con Lamorak (hijo de Pellinor, que mató a Lot). 
En la serie Merlín de 2008 de la BBC, Morgause es media hermana de Morgana, ambas hijas de Igraine, y quiere vengarse de Uther Pendragon por haber querido matarla. Morgause convence a Morgana de unirse a ella y ambas derrocar a Uther y su hijo Arturo para adueñarse del reino de Camelot.  
Morgause seduce a Cenred, rey de Essetir y enemigo de Uther, para luego matarlo y quedarse con su ejército para invadir Camelot.
De niña, Morgause había escapado de Uther cuando él la quería matar, y fue al bosque criada por brujas, volviendo una suma sacerdotisa de la antigua religión. Más tarde, le enseña todos sus conocimientos a Morgana.
Al final, Morgause se sacrifica en Samhain (antiguo halloween), en el solsticio de invierno, para quebrar el velo de los mundos y liberar las almas del Inframundo para que atormentaran a Arturo y su reino, debilitando Camelot notablemente. 
Morgana quiere vengarse por el destino de su hermana. Intenta invadir Camelot de nuevo quitándole la magia a Merlín, y contando con la ayuda de Mordred, un niño al que había rescatado para que Uther no lo matara por brujería, y lo adoptó como su propio hijo.
Morgana crio a Mordred en contra de Arturo, y finalmente el niño logra atravesar con su espada a Arturo en la batalla de Camlann, Mordred muere en dicha batalla, y Arturo más adelante muere por estás mismas heridas, pero Merlín lo lleva al Lago de Avalon para poder curarlo, pero llega demasiado tarde, y cuando Morgana quiere interceptarlos, Merlín logra atravesarla con la espada Excalibur, la única capaz de matar a una suma sacerdotisa, siendo el final de Morgana. 
- Datos: Q369139
- Multimedia: Morgause / Q369139